# Castrilanthemum debeauxii
Castrilanthemum debeauxii là một loài thực vật có hoa trong họ Cúc. Loài này được ("Degen, Hervier & E.Rev.") Vogt & Oberpr. mô tả khoa học đầu tiên năm 1996.